# 大阪市電南北線
南北線（なんぼくせん）は、かつて大阪駅前駅 - 恵美須町駅間、及び、大阪駅前駅から大江橋を経由して渡辺橋駅間を結んでいた大阪市電第二期線の路線。

## 路線データ
廃止時点
- 起点：日本橋筋三丁目駅
- 終点：恵美須町駅
- 軌間：1435mm
- 電化区間：全線（直流600V）

### 支線
廃止時点
- 起点：大阪駅前駅
- 終点：大江橋信号所
- 軌間：1435mm
- 電化区間：全線（直流600V）

## 歴史
梅田停車場前を起点として、桜橋、渡辺橋、西横堀川西岸、湊町、難波、日本橋、名呉橋、霞町を経由して天王寺停車場前に至る路線、および大江橋、渡辺橋を経由する路線として、東西線とともに1904年3月の市会に案が提出された。
しかし、沿線住民の反対があったため、梅田停車場前から桜橋、渡辺橋、肥後橋、湊町、難波、日本橋筋三丁目を経由して恵美須町二丁目に至る路線、および蜆橋筋新道路、大江橋南詰、渡辺橋南詰を経由する路線として敷設されることに決定し、1906年12月から工事に着手。
1908年8月1日に梅田から湊町を経由して恵美須町に至る区間が開通し、続いて11月1日に渡辺橋から大江橋の間が開通した。梅田から大江橋の間は1909年7月に発生した北の大火（天満焼け）の整理のために工事が遅れ、1910年12月28日に開通した。ちなみに、本路線の梅田停車場前駅 - 大江橋北詰間には1905年8月市会で阪神電鉄の電車乗り入れが認められていた。これは大阪市の線路使用契約としては初のものだったが、実施はされなかった。
最初の廃止区間は1945年3月13日から14日にかけての大阪大空襲で被災した渡辺橋駅 - 大江橋間で、被災後休止となっていたが、復活することなく1960年10月10日に廃止された。
1963年5月12日に肥後橋駅 - 日本橋筋三丁目駅間が廃止されたことで路線は南北に分断され、同年8月1日には大阪駅前駅 - 肥後橋駅間も廃止された。
残されていた区間も1966年になって日本橋筋三丁目駅 - 恵美須町駅間が4月1日に、支線の大阪駅前駅 - 大江橋信号所間が7月1日に廃止され、全線廃止となった。

### 年表
- 1908年（明治41年）
  - 8月1日：大阪市電の第二期線として、梅田停車場前駅 - 恵美須町駅間が開業。
  - 11月1日：中之島二丁目駅を渡辺橋駅に改称。大江橋駅 - 渡辺橋駅間（支線）が開業。
- 1910年（明治43年）
  - 6月：大江橋駅から大江橋給水所まで散水車用の引き込み線を敷設。
  - 12月28日：梅田停車場前駅 - 大江橋駅間（支線）が延伸開業し、全線開業。
- 1912年（明治45年）5月1日：曽根崎新地駅を桜橋交叉点駅に、梅田新道駅を梅田新道交叉点駅に改称。堂島北町駅、堂島浜通駅を堂島中町駅に統合して廃止。
- 1912年（明治45年）ごろ：裏新町駅、西長堀南通駅を四ツ橋駅に統合して廃止。靱中通駅、北堀江通駅、西道頓堀通駅、難波元町駅、難波新川駅（初代）、難波河原町[1]駅廃止。難波新川駅（2代）開業。
- 1912年（明治45年） - 1913年（大正2年）：梅田新道交叉点駅を梅田新道駅に改称。
- 1912年（明治45年） - 1915年（大正4年）：桜橋交叉点駅を桜橋駅に改称。
- 1913年（大正2年）7月2日：靱南通駅を信濃橋駅に改称。
- 1913年（大正2年） - 1915年（大正4年）：東梅田町駅を阪神電車前駅に、梅田車庫前駅を箕有電車前[2]駅に、江戸堀南通駅を江戸橋駅に改称。
- 1914年（大正3年）7月7日：難波新川駅（2代）を移設。
- 1915年（大正4年）以前：船大工町駅を蜆橋駅に改称。
- 1915年（大正4年） - 1916年（大正5年）：北堀江通駅を御池橋駅として復活。南堀江上通駅を木綿橋駅に改称。
- 1916年（大正5年） - 1917年（大正6年）ごろ：新町通駅を新町橋駅に改称。難波河原町駅を河原町駅として復活。
- 1918年（大正7年）2月4日：箕有電車前駅を阪急電車前駅に改称。
- 1922年（大正11年）8月16日：難波新川駅（2代）を賑橋駅（西詰）に改称。
- 1926年（大正15年）8月7日：梅田停車場前駅を大阪駅前駅に、土佐堀裏町駅を土佐堀船町駅に、湊町停車場前駅を湊町駅前駅に、難波停車場前駅を難波駅前駅に改称。
- 1927年（昭和2年）：大江橋の散水車引き込み線を廃止。
- 1928年（昭和3年） - 1929年（昭和4年）：靱中通駅復活。
- 1929年（昭和4年）：大阪駅前駅 - 梅田貨物駅間に梅田貨物線を開業。廃止時期は不明。
- 1936年（昭和11年）6月15日：土佐堀船町駅を肥後橋駅に改称。
- 1939年（昭和14年）3月21日：阪神電車前駅を阪神西口駅に、阪急電車前駅を阪急阪神前駅に改称。
- 1944年（昭和19年）6月1日：急行運転の終日実施に伴い、阪神西口駅、堂島中町駅、江戸橋駅、靱中通駅、阿波座中通駅、立売堀南通駅、新町橋駅、御池橋駅、木綿橋駅、賑橋駅（西詰）、河原町駅、日本橋筋四丁目駅、日本橋筋五丁目駅を廃止。
- 1945年（昭和20年）3月14日：大阪大空襲による壊滅的な被害を受け、大江橋駅 - 渡辺橋駅間（支線）および大江橋駅、渡辺橋駅を休止。大江橋駅は堺筋線との接続点（信号所）となる。
- 1946年（昭和21年）
  - 7月15日：日本橋筋四丁目駅復活。
  - 9月1日：立売堀南通駅復活。
- 1948年（昭和23年）7月1日：堂島中町駅復活。
- 1949年（昭和24年）3月20日：御池橋駅を北堀江通一丁目駅として復活（＋0.1km）。
- 1950年（昭和25年）9月1日：賑橋駅（西詰）復活。
- 1950年（昭和25年）ごろ：四ツ橋駅を四つ橋駅に表記変更。
- 1952年（昭和27年）5月1日：江戸橋駅復活。
- 1954年（昭和29年）9月5日：靱中通駅を靱公園前駅として復活。新町橋駅、日本橋筋五丁目駅復活。
- 1956年（昭和31年）7月1日：立売堀南通駅を東立売堀駅に改称。
- 1960年（昭和35年）10月10日：休止していた大江橋駅 - 渡辺橋駅間および大江橋駅、渡辺橋駅を廃止。
- 1963年（昭和38年）
  - 5月12日：肥後橋駅 - 日本橋筋三丁目駅間が廃止され、大阪駅前駅 - 肥後橋駅間、および日本橋筋三丁目駅 - 恵美須町駅間に分断される。
  - 8月1日：大阪駅前駅 - 肥後橋駅間廃止。
- 1964年（昭和39年）6月20日：大阪駅前駅（初代）が地下鉄工事のため廃止、阪急阪神前駅を移設のうえで大阪駅前駅（2代）に改称（＋0.1km）
- 1966年（昭和41年）
  - 4月1日：日本橋筋三丁目駅 - 恵美須町駅間廃止
  - 7月1日：大阪駅前駅 - 大江橋信号所間（支線）が廃止され、全線廃止。

## 駅一覧
- 1959年（昭和34年）7月当時。
- 括弧書き（背景色がグレー）の駅は廃止・休止駅。

| 駅名             | キロ程 | 接続路線 | 廃止日                               |
| ---------------- | ------ | --- | ------------------------------------ |
| 大阪駅前駅       | 0.0    | 大阪市電：南北線御堂筋支線 大阪市営地下鉄：1号線（梅田駅） 日本国有鉄道：東海道本線、大阪環状線（大阪駅） 阪神電気鉄道：本線（梅田駅） 京阪神急行電鉄：神戸本線、宝塚本線、京都本線（梅田駅） |                                      |
| （阪神西口駅）   | 0.2    | | 1944年6月1日                         |
| 桜橋駅           | 0.4    | 大阪市電：福島曽根崎線 |                                      |
| （堂島北町駅）   | 0.6    | | 1912年5月1日                         |
| 堂島中町駅       | 0.7    | |                                      |
| （堂島浜通駅）   | 0.8    | | 1912年5月1日                         |
| （渡辺橋駅）     | 0.9    | 大阪市電：南北線中之島支線、九条中之島線（1945年3月13日まで） | 1945年3月13日休止 1960年10月10日廃止 |
| 肥後橋駅         | 1.1    | 大阪市電：土佐堀南岸線 |                                      |
| 江戸橋駅         | 1.4    | |                                      |
| 京町橋駅         | 1.6    | |                                      |
| 靱公園前駅       | 1.8    | |                                      |
| 信濃橋駅         | 2.0    | 大阪市電：靱本町線 |                                      |
| （阿波座中通駅） | 2.3    | | 1944年6月1日                         |
| 東立売堀駅       | 2.5    | |                                      |
| 新町橋駅         | 2.7    | |                                      |
| （裏新町駅）     | *.*    | | 1912年ごろ                           |
| 四つ橋駅         | 3.0    | 大阪市電：東西線 |                                      |
| （西長堀南通駅） | *.*    | | 1912年ごろ                           |
| 北堀江通一丁目駅 | 3.4    | |                                      |
| （木綿橋駅）     | 3.5    | | 1944年6月1日                         |
| （西道頓堀通駅） | 3.6    | | 1912年ごろ                           |
| 湊町駅前駅       | 3.7    | 大阪市電：九条高津線（西線）・九条高津連絡線 |                                      |
| 賑橋駅（西詰）   | 3.9    | 大阪市電：九条高津線（東線）・難波木津線 |                                      |
| （難波元町駅）   | 4.0    | | 1912年ごろ                           |
| （難波新川駅）   | 4.2    | | 1912年ごろ                           |
| 難波駅前駅       | 4.4    | 南海電気鉄道：南海本線 |                                      |
| （河原町駅）     | 4.7    | | 1944年6月1日                         |
| 日本橋筋三丁目駅 | 5.0    | 大阪市電：堺筋線 |                                      |
| 日本橋筋四丁目駅 | 5.3    | |                                      |
| 日本橋筋五丁目駅 | 5.6    | |                                      |
| 恵美須町駅       | 5.9    | 大阪市電：西道頓堀天王寺線、霞町線 南海電気鉄道：阪堺線（恵美須町駅） |                                      |

| 駅名             | キロ程 | 接続路線 | 廃止日                               |
| ---------------- | ------ | --- | ------------------------------------ |
| 大阪駅前駅       | 0.0    | 大阪市電：南北線 大阪市営地下鉄：1号線（梅田駅） 日本国有鉄道：東海道本線、大阪環状線（大阪駅） 阪神電気鉄道：本線（梅田駅） 京阪神急行電鉄：神戸本線、宝塚本線、京都本線（梅田駅） |                                      |
| 阪急阪神前駅     | 0.2    | 大阪市電：梅田善源寺町線（阪急東口駅）、梅田空心町線（1944年5月31日まで） |                                      |
| 梅田新道駅       | 0.6    | 大阪市電：福島曽根崎線、曽根崎天満橋筋線 |                                      |
| （蜆橋駅）       | 0.8    | | 1944年6月1日                         |
| （大江橋信号所） | 1.1    | 大阪市電：堺筋線、南北線中之島支線 | 1945年3月13日休止 1960年10月10日廃止 |

| 駅名             | キロ程 | 接続路線                           | 廃止日                               |
| ---------------- | ------ | ---------------------------------- | ------------------------------------ |
| （大江橋信号所） | 0.0    | 大阪市電：南北線御堂筋支線、堺筋線 | 1945年3月13日休止 1960年10月10日廃止 |
| （渡辺橋駅）     | 0.4    | 大阪市電：南北線                   | 1944年3月13日休止 1960年10月10日廃止 |

## 系統
- 1908年8月時点：
  - 1号系統（九条二番道路駅 - 四ツ橋駅 - 末吉橋駅 - 四ツ橋駅 - 梅田停車場前駅 - 四ツ橋駅 - 恵美須町駅 - 四ツ橋駅 - 末吉橋駅 - 四ツ橋駅 - 九条二番道路駅）
  - 2号系統（九条二番道路駅 - 四ツ橋駅 - 梅田停車場前駅 - 四ツ橋駅 - 恵美須町駅 - 四ツ橋駅 - 九条二番道路駅）
  - 4号系統（渡辺橋駅 - 大江橋駅）
- 1917年2月改正時：
  - い号系統（霞町駅 - 日本橋筋三丁目駅 - 北浜二丁目駅 - 大江橋駅 - 梅田停車場前駅 - 渡辺橋駅 - 賑橋駅 - 日本橋筋三丁目駅 - 霞町駅）
  - ほ号系統（上本町二丁目駅 - 天王寺西門前駅 - 大国町駅 - 賑橋駅 - 渡辺橋駅 - 梅田停車場前駅 - 大江橋駅 - 天満橋駅 - 谷町六丁目駅 - 上本町二丁目駅）※循環系統
  - へ号系統（上本町二丁目駅 - 天王寺西門前駅 - 恵美須町駅 - 日本橋筋三丁目駅 - 賑橋駅 - 渡辺橋駅 - 梅田停車場前駅 - 大江橋駅 - 天満橋駅 - 谷町六丁目駅 - 上本町二丁目駅）※循環系統
  - と号系統（上本町二丁目駅 - 天王寺西門前駅 - 恵美須町駅 - 日本橋筋三丁目駅 - 北浜二丁目駅 - 天満橋駅 - 谷町六丁目駅 - 上本町二丁目駅）※循環系統
  - ち号系統（境川町駅 - 松島町一丁目駅 - 上本町二丁目駅 - 天王寺西門前駅 - 大国町駅 - 賑橋駅 - 渡辺橋駅 - 梅田停車場前駅 - 大江橋駅 - 渡辺橋駅 - 船津橋駅 - 境川町駅）
  - り号系統（境川町駅 - 松島町一丁目駅 - 谷町六丁目駅 - 天満橋駅 - 大江橋駅 - 渡辺橋駅 - 船津橋駅 - 境川町駅）
  - ぬ号系統（境川町駅 - 船津橋駅 - 渡辺橋駅 - 大江橋駅）
  - を号系統（築港駅 - 船津橋駅 - 大江橋駅 - 梅田停車場前駅 - 渡辺橋駅 - 賑橋駅 - 上本町六丁目駅）
  - わ号系統（玉造駅 - 松島町一丁目駅 - 本田町一丁目駅 - 安治川二丁目渡駅 - 境川町駅 - 湊町停車場前駅 - 賑橋駅 - 上本町六丁目駅）
  - か号系統（築港駅 - 境川町駅 - 湊町停車場前駅 - 賑橋駅 - 日本橋筋一丁目駅 - 北浜二丁目駅 - 天神橋筋六丁目駅）
  - よ号系統（境川町駅 - 湊町停車場前駅 - 賑橋駅 - 上本町六丁目駅）
- 1957年11月1日時点：1系統、3系統、4系統、6系統、10系統、11系統、13系統、15系統、22系統